# Xã Henderson, Quận Knox, Illinois
Xã Henderson (tiếng Anh: Henderson Township) là một xã thuộc quận Knox, tiểu bang Illinois, Hoa Kỳ. Năm 2010, dân số của xã này là 1.135 người.